# Fen-phen
Il fen-phen è una associazione di due farmaci ad azione anoressizzante: fenfluramina e fentermina. La specialità medicinale è stata prescritta fino al 1998 come terapia dell'obesità, soprattutto da medici statunitensi, prima che fosse ritirata dal commercio in seguito alla segnalazione di gravi reazioni avverse a carico delle valvole cardiache.  In Italia erano disponibili in commercio i due principi attivi venduti come farmaci distinti, ma non in associazione.